# Classe ATC A04
La classe ATC A04, dénommée « Antiémétiques et antinauséeux », est un sous-groupe thérapeutique de la classification anatomique, thérapeutique et chimique, développée par l'OMS pour classer les médicaments et autres produits médicaux. La classe ATC vétérinaire correspondante dans la classification ATCvet est QA04. Le sous-groupe présenté ici est celui établi par l'OMS, et peut donc différer des versions dérivées utilisées dans certains pays. Il fait partie du groupe anatomique A de la classification, intitulé « Système digestif et métabolisme ».

## A04A Antiémétiques et antinauséeux

### A04AAantagonistesde lasérotonine(Antagonistes 5HT3)
A04AA01 Ondansétron
A04AA02 Granisétron
A04AA03 Tropisetron
A04AA04 Dolasétron
A04AA05 Palonosétron
A04AA55 Palonosétron, associations

### A04AD Autres antiémétiques
A04AD01 Scopolamine
A04AD02 oxalate de cérium
A04AD04 Chlorobutanol
A04AD05 Métopimazine
A04AD10 Dronabinol
A04AD11 Nabilone
A04AD12 Aprépitant
A04AD13 Casopitant
A04AD14 Rolapitant
A04AD51 Scopolamine, associations
A04AD54 Chlorobutanol, associations
QA04AD90 Maropitant